# Mid90s
Mid90s is een Amerikaanse coming-of-agefilm uit 2018. De film is het regiedebuut van Jonah Hill, die zelf ook het scenario schreef. De hoofdrollen worden vertolkt door Sunny Suljic en Lucas Hedges.

## Verhaal
De dertienjarige Stevie en zijn vrienden maken in het Los Angeles van de jaren 1990 deel uit van de skatecultuur. Thuis heeft hij het echter niet makkelijk en lijdt hij onder de emotionele en fysieke kwellingen van zijn oudere broer Ian.

## Rolverdeling
| Acteur              | Personage      |
| ------------------- | -------------- |
| Sunny Suljic        | Stevie         |
| Lucas Hedges        | Ian            |
| Katherine Waterston | Dabney         |
| Alexa Demie         | Estee          |
| Na-kel Smith        | Ray            |
| Olan Prenatt        | Fuckshit       |
| Gio Galicia         | Ruben          |
| Ryder McLaughlin    | Fourth Grade   |
| Jerrod Carmichael   | Security guard |
| Harmony Korine      | Todd           |

## Productie
Acteur Jonah Hill schreef Mid90s als een spec script. Zijn oorspronkelijk idee voor het script draaide rond een man die terugblikte op zijn jeugd. Het was de bedoeling dat het verhaal scènes uit het heden zou afwisselen met flashbacks naar de skatewereld van de jaren '90. Op aanraden van filmmaker en gewezen skater Spike Jonze besloot Hill het concept van de terugblikkende man te schrappen en liet hij het hele verhaal plaatshebben in de jaren '90.
Net als het hoofdpersonage in zijn verhaal groeide Hill in de jaren '90 op in Los Angeles en ontwikkelde hij in zijn jeugd een passie voor skateboarden. In maart 2016 raakte bekend dat Hill het scenario zelf zou verfilmen, maar dat hij geen rol zou vertolken in de film. Het project werd opgepikt door A24, in samenwerking met producenten Scott Rudin en Eli Bush. Hill kreeg voor zijn regiedebuut advies van onder meer Martin Scorsese en Ethan Coen.
In maart 2017 werd Lucas Hedges gecast. Michelle Williams, met wie Hedges aan Manchester by the Sea (2016) had samengewerkt, gold als gegadigde voor het spelen van de moeder van zijn personage. In juli 2017 raakte bekend dat de rol van moeder naar Katherine Waterston ging en dat de twaalfjarige Sunny Suljic gecast werd als het hoofdpersonage Stevie. In augustus 2017 werd Alexa Demie aan het project toegevoegd.
De opnames gingen in juni 2017 van start in Los Angeles. Als eerbetoon aan de tijdsperiode waarin de film zich afspeelde, werd Mid90s opgenomen op 16mm-film en in een eerder ongebruikelijke 4:3-beeldverhouding, hoewel de studio dit afraadde omdat films in die beeldverhouding zelden zeer winstgevend zijn.
Op 9 september 2018 ging de film in première op het internationaal filmfestival van Toronto.